# 栗山夢衣の初体験ラジオ「ちょ〜ふあんです。」
『栗山夢衣の初体験ラジオ「ちょ〜ふあんです。」』（くりやまむいのはつたいけんラジオ ちょーふあんです）は、調布FMほかで放送されていた日本のラジオ番組。

## 概要
セルフ亀甲縛りアイドル栗山夢衣の初の冠ラジオ番組である。
2013年1月18日放送開始。番組開始時は3か月限定、半年限定と期間を区切っての放送を予定していたが、期間終了時に番組継続条件が提示され、その都度達成することで放送が継続されており、番組開始から2度の放送時間の変更及び拡大、2015年10月のリニューアルを経て2019年9月の最終回まで放送された。
レギュラー放送は原則スタジオでの録音放送であるが、時折生放送やスタジオ以外での収録、番組主催または調布市で催されるイベントでの公開収録等も行われており、その模様は通常放送内または特別番組で放送された。
当番組の制作局である調布FMは東京都調布市及び狛江市を放送区域としたコミュニティ放送であるが、調布FMがリッスンラジオ、サイマルラジオ等のインターネットラジオに対応しているため、インターネット経由で全国で聴取できた。
2018年2月よりFMはなび（秋田県大仙市のコミュニティ放送局）、同年4月よりFM OSE（群馬県沼田市のコミュニティ放送局） でも放送開始。

## 放送局と放送時間
- 調布FM （制作局）
  - 毎月最終日曜日23:00 - 24:00（2014年1月 - 2019年9月）
  - 毎月第3（3月は第4）金曜日（最終週の1週前の金曜日）21:30 - 22:00（2013年1月-3月）
  - 毎月最終金曜日21:30 - 22:00（2013年4月-12月）
- FMはなび（2018年2月 - 2019年10月）
  - 原則上記調布FM放送日の翌週日曜日20:00 - 21:00（7日遅れ）
- FM OSE
  - 原則上記調布FM放送日の翌週日曜日20:00 - 21:00（7日遅れ）（2018年7月 - 2019年）
  - 原則上記調布FM放送日の翌週日曜日15:00 - 16:00（2018年4月-6月）
- FMチャッピー （2018年10月 - 2019年5月）
  - 原則上記調布FM放送日の翌週月曜日19:00 - 20:00（8日遅れ。2018年10月放送分のみ15日遅れ）

## 出演者
パーソナリティ
栗山夢衣
レギュラー
篠原冴美 （2015年10月〜）
ゲスト
下記「放送リスト」参照
コーナー出演
シュアン（スルースキルズ）（2013年6月‐9月）
大森由佳、佐藤もも子、西尾舞生、増田みなみ（スルースキルズ）（2014年1月-12月）

## テーマソング
「超超ちょ〜ふあん」（作詞・作曲:栗原ゆう、編曲:廣瀬成仁、歌:栗山夢衣）
2015年9月20日放送の緊急特番「超超ちょ～ふあんな緊急！生放送スペシャル」で発表され、番組リニューアル後の同年10月よりオープニング及びエンディングで使用されている。

## コーナー
オープニングトークおよびエンディングトークは除く。

### 番組開始初期
（2013年1月〜2015年9月）
夢子のモノローグ
栗山が2004年から追っかけをしている小倉優子の「凛子のモノローグ」をお手本にしてモノローグを練習するためのコーナー。
バナナ・マンゴー・ハイスクール同窓会
解散した元恵比寿マスカッツメンバーおよび番組関係者をゲストに招いて、今だから言える話やリスナーから届いた質問やリクエストに答えるコーナー。
恵比寿マスカッツが解散した2013年4月開始、番組リニューアルに伴い2015年9月終了。この間に恵比寿マスカッツ解散時全メンバー30名のうちRioを除く29名とOG4名、番組スタッフ2名が出演。
魔法少女マジカルむいぴょん
もしも「魔法少女マジカルむいぴょん」という架空のアニメがあったら、こんな次回予告であろうというコーナー。
シュアンの明日から使える台湾語講座
前述の「バナナ・マンゴー・ハイスクール同窓会」の中で、当時栗山が所属していたスルースキルズメンバーで台湾出身のシュアンが台湾語を教えるミニコーナー。
スルースキルズのコーナー
番組放送時間が60分に拡大された2014年1月に誕生したコーナー。基本スルースキルズのメンバー4名（大森・佐藤・西尾・増田）のみで進行されるコーナーで、メール紹介やお悩み相談を中心に構成されていた。栗山が2014年12月にスルースキルズを卒業したため、同年12月をもって終了。

なお、コーナー終了後には調布FMでこのコーナーを独立させた番組「スルースキルズの甘い言葉で罵って」が第2日曜23:00 - 24:00に放送開始された。

### リニューアル後
（2015年10月〜2019年9月）
プロジェクトM
2015年10月より非モテ女子代表栗山がモテるために何をどうしたらいいか、リスナーの意見を紹介するコーナーとして開始。2016年6月より栗山がより魅力的になるために何をどうしたらいいか、リスナーの意見を紹介するコーナーへ変更。2016年11月終了。
今月の初体験
栗山が生きてきて触れたことの無いものや食べたことの無いもの、行ったことの無い場所など初体験をレポートするコーナー。
ちょ～二人でしゃべりたい!ゲストコーナー
栗山がちょ～二人で話してみたいぞというゲストを迎えて話すコーナー。コーナー最後に「さみぃーの占いの館」というミニコーナーがあり、篠原がゲストを占う。
やらしい言葉何知ってんのよseason2
100年に一人の清純派アイドル栗山と恋愛経験ゼロの篠原が少ない知識で精一杯のやらしい言葉をしぼり出しリスナーを気持ちよくするコーナー。栗山と篠原が所属していた恵比寿マスカッツの「先生」（番組の総合演出）であるマッコイ斎藤のアドバイスにより生まれたコーナー。2019年3月よりseason2としてやらしくない言葉をやらしく言う場合も含めることとなった。
篠原冴美の辛口人生相談/栗山夢衣の甘口人生相談
篠原単独のコーナーとして2018年5月放送開始。プロのグラビアアイドル・アシスタント・雀士・占い師である篠原がリスナーから届いた人生相談にその豊富な人生経験と占いスキルをもとに辛口な解決策を提示するコーナー。同年9月より栗山が逆にリスナーから届いた人生相談にひたすら甘く解決策を提示するコーナーを開始し、現在は一つのコーナーとして放送されている。
もしリク
2018年11月放送開始。栗山と篠原にやってほしいことを、これくらいのギャラでお願いしたい!という「もしも」のリクエストを送ってもらい、検討してみるコーナー。

## 主な年譜
2013年
- 1月18日、第1回放送。月1回金曜日の21:30 - 22:00、3回限定で放送開始。ゲストはスカーフェイスプロジェクトのヴォーカル宮川哲。
- 2月15日、第2回放送。「一週間以内に感想メールが7通以上届いたら3ヶ月限定だった番組が4月以降も続けられる」というミッションが出る[1]。
- 3月22日、第3回放送。感想メールが7通以上のところ29通届いたため、半年間番組継続決定[4]。
- 4月26日、この回より番組の放送時間が毎月最終金曜日の21:30 - 22:00に移動。
- 4月29日、初の公開生放送「栗山夢衣の初体験ラジオ公開生放送『超超ちょ～ふあんです。』」を調布文化会館たづくり1階にて実施。
- 6月28日、初のスタジオ外（三軒茶屋の飲食店）収録放送。「シュアンの台湾語講座」開始。
- 9月27日、半年延長分の最終回。放送中に緊急特番生放送中の9月28日2時までに「継続希望メールが前回届いたメールの29通を超える30人以上から数が届いたら番組継続」というミッションが出る[2]。
- 9月28日、緊急特番「栗山夢衣の初体験ラジオ真夜中のちょ～ふあんです。」放送。59人から100通以上の継続希望メールが届き、当面の間番組の継続が決定。

2014年
- 1月26日、この回より番組の放送時間が1時間に拡大して毎月最終日曜日の23:00-24:00に移動。「スルースキルズのコーナー」開始。
- 4月6日、特別番組「栗山夢衣の初体験ラジオ公開収録『超超ちょ～ふあんです。』」公開収録。4月20日放送。
- 12月28日、12月13日の栗山のスルースキルズ卒業に伴い、「スルースキルズのコーナー」がこの回をもって終了。

2015年
- 2月1日、 2月が栗山の誕生月であることを記念して、番組をこの日より4週連続放送。
- 5月16日、第24回調布観光フェスティバル内で公開収録。5月31日・6月7日放送。
- 8月2日、ツイキャスを通じた公開収録。9月27日放送。
- 9月20日、緊急特番「超超ちょ～ふあんな緊急！生放送スペシャル」放送。番組のリニューアル、番組オリジナルソング「超超ちょ〜ふあん」及びグッズ（タオル、ステッカー）の作成を発表。
- 10月25日、この回より番組リニューアル。篠原冴美がレギュラー（候補）として加入。

2016年
- 1月3日、特別番組「4年目突入！新年あけましてちょ～ふあんです。」放送。
- 2月21日、2月が栗山の誕生月であることを記念して番組をこの日より3週連続放送。
- 4月3日、「Jクレストプレゼンツ 栗山夢衣の初体験ラジオ『ちょ～ふあんです。』50回スペシャル・公開収録」開催。5月29日放送。

2017年
- 2月19日、2月が栗山の誕生月であることを記念して番組をこの日より3週連続放送。
- 4月23日、「栗山夢衣の初体験ラジオ『ちょ〜ふあんです。』〜公開収録スペシャル」開催。5月28日放送。
- 12月31日、初の年越し特別番組「栗山夢衣の初体験ラジオ『ちょ～ふあんです。』年越しスペシャル」を放送。

2018年
- 2月4日、FMはなびで放送開始。また、2月が栗山の誕生月であることを記念して番組をこの日と3月4日にも放送。
- 4月1日、FM OSEで放送開始。
- 6月10日、「栗山夢衣の初体験ラジオ『ちょ〜ふあんです。』公開収録」開催。7月1日・22日放送。
- 10月15日、FMチャッピーで放送開始。

2019年
- 2月24日、当日が栗山の誕生日であることを記念して19時〜21時の特別番組と23時〜24時の通常放送の2部構成で生放送[5]。
- 9月29日、この日の放送をもって最終回。

## 放送リスト
放送年月日は調布FM基準。放送日に*印がつくものは特別番組等のレギュラー放送以外の放送。備考欄に放送時間があるものは放送時間がレギュラー放送と異なることを表す。
2019年
| 放送月日 | ゲスト（50音順）                   | 備考                                                 |
| -------- | ---------------------------------- | ---------------------------------------------------- |
| 1月27日  | 吉沢明歩 GO!皆川（コーナーゲスト） |                                                      |
| 2月24日  | 中田ちさと                         | 1部【生放送】19:00-21:00（特別番組）放送は調布FMのみ |
| 2月24日  | 中田ちさと                         | 2部【生放送】23:00-24:00（通常放送）                 |
| 3月31日  | －                                 |                                                      |
| 4月28日  | 柑橘ピータン                       |                                                      |
| 5月26日  | 星野明日香                         |                                                      |
| 6月30日  | 雪美えみる                         |                                                      |
| 7月28日  | つの丸、デスペラード武井志門       |                                                      |
| 8月25日  | (元)瑠川リナ                       | 篠原冴美ちゃんバースデースペシャル                   |
| 9月29日  | －                                 | 最終回                                               |